# Eternity: Love and Songs
Albums de Kumi Kōda
Universe
(2010) Dejavu
(2011)
Remix par Kumi Kōda
Koda Kumi Driving Hit's 2
(2010)
Compilations par Kumi Kōda
Best ~Third Universe~
(2010)
Eternity: Love and Songs (stylisé en Eternity ~Love & Songs~) est le 1er album de reprise de Kumi Kōda, sorti sous le label Rhythm Zone le 13 octobre 2010 au Japon. Il atteint la 3e place du classement de l'Oricon. Il se vend à 46 361 exemplaires la première semaine, et reste classé pendant 14 semaines, pour un total de 89 512 exemplaires vendus.

## Liste des titres
| 1.  | Tattoo                                           | Akina Nakamori  | 4:18 |
| 2.  | Love Is Over (ラブ・イズ・オーヴァー)            | Ou Yang Fei Fei | 5:13 |
| 3.  | Sweet Memories                                   | Seiko Matsuda   | 3:51 |
| 4.  | Ienai yo (言えないよ)                            | Hiromi Go       | 5:20 |
| 5.  | 0-ji Mae no Tsunderera (0時前のツンデレラ)       | Misono          | 4:35 |
| 6.  | Megumi no Hito (め組みのひと)                    | RATS & STAR     | 3:40 |
| 7.  | Be My Baby                                       | COMPLEX         | 3:17 |
| 8.  | Chiisana Koi no Uta (小さな恋のうた)             | MONGOL800       | 4:53 |
| 9.  | Wine Red no Kokoro (ワインレッドの心)            | Anzen Chitai    | 3:56 |
| 10. | I love you, SAYONARA                             | THE CHECKERS    | 5:04 |
| 11. | Swallowtail Butterfly ~Ai no Uta~ (~あいのうた~) | YEN TOWN BAND   | 4:47 |
| 12. | Sayonara no Mukougawa (さよならの向こう側)       | Momoe Yamaguchi | 5:18 |